# Harleshausen
Harleshausen, Kassel-Harleshausen – okręg administracyjny Kassel, w Niemczech, w kraju związkowym Hesja. W grudniu 2015 roku okręg zamieszkiwało 12 806 mieszkańców.